# Afacerea Kesselbach
Afacerea Kesselback (titlu original 813) este un roman polițist scris de Maurice Leblanc în 1910. Acesta a fost publicat în România în 1991, în două volume, la editura DAB.

## Traduceri
- Afacerea Kesselbach (Editura Dab, 1991) Vol. I 191 pagini[1], Vol II 190 pagini[2]